# Сонрим
Сонрим (правопис по системата на Маккюн-Райшауер Songrim) е град в Северна Корея, разположен на река Тедон в провинция Северен Хванхе. Населението му за 2009 се изчислява на около 159 000 души. Първоначално градът е бил наречен Солме, а после – Кьомипхо. Получава сегашното си име след независимостта от Япония. По време на японската окупация тук е построен металургичен комбинат. В околностите на града има гробна могила от периода Когурьо.